# Guillaume Lamy (évêque)
Guillaume Lamy (ou Amici), né à Limoges et mort 9 juin 1360 à Montpellier, est un prélat français du XIVe siècle.

## Biographie
Guillaume Lamy serait issu de la famille Lamy, qui deviendra Lamy de La Chapelle, famille noble d'extraction médiévale, originaire du Limousin. Il serait né à Limoges en 1305, fils de Jean Lamy et d'Anne de Murmans.
Guillaume Lamy est auditeur de rote. Il devient évêque d'Apt en 1341. Après la promotion d'Aymery de Châlus au cardinalat, Clément VI le transfère au siège de Chartres.
En 1343, Lamy annexe à l'abbaye Notre-Dame de Josaphat la chapelle de Gondreville. Guillaume est délégué, par le cardinal Aymery, en 1345, pour négocier la paix entre les Pisans et le vicomte de Lucques, pour empêcher également les divers seigneurs du Milanais de s'attaquer mutuellement et pour couronner André Ier de Naples, roi de Sicile, ainsi que Jeanne, sa femme.
Un bref apostolique de 1345 ordonne à Jean, archevêque de Naples, et à Guillaume, évêque de Chartres, nonce du Saint-Siège, d'avoir à faire restituer, pour être employés en œuvres pies, les biens laissés par la reine Sancia de Majorque.
Guillaume ne réside point à Chartres pendant son épiscopat. Il est toujours auprès du pape ou employé à différentes missions. En 1343, il est créé patriarche de Jérusalem et administrateur du diocèse de Fréjus-Toulon, et occupe ce dernier siège jusqu'à sa mort en 1360.
Ses reliques sont conservées dans l'église Église Saint-Pierre-du-Queyroix de Limoges.